# Яйц, Фернан
Фернан Яйц (люкс. Fernand Jeitz, 29 сентября 1945) — люксембургский футболист, защитник. Играл за сборную Люксембурга.

## Карьера
Начал карьеру в клубе «Арис», с которым дважды выигрывал национальный чемпионат. В течение 10 лет он был игроком клуба «Мец». За десять сезонов он в общей сложности сыграл 357 игр за клуб, в том числе пять лет был капитаном. Из-за травмы ахиллесова сухожилья был вынужден покинуть «Мец».

## Сборная
Он дебютировал за сборную в мае 1965 года в рамках квалификации к чемпионату мира, соперником была Норвегия. За сборную сыграл 35 матчей, 12 из них — в рамках квалификации на мундиаль. Свой последний матч за сборную он сыграл в апреле 1973 года, его сборная с минимальным счётом уступила Швейцарии.

## Достижения
- Чемпион Люксембурга: 1964 , 1966
- Обладатель Кубка Люксембурга: 1967